# 卡利尼夫卡 (乌绍米尔市镇)
50°48′19″N 28°23′38″E / 50.80528°N 28.39389°E
卡利尼夫卡（烏克蘭語：Калинівка），是烏克蘭的村落，位於該國北部日托米爾州，由科羅斯堅區負責管轄，始建於1910年，面積1.03平方公里，海拔高度208米，2001年人口143，人口密度每平方公里139.38人。